# Claris CAD
Claris CAD fue un programa de diseño bidimensional asistido por ordenador de Apple Inc. para el Macintosh.

## Historia
El Claris CAD fue desarrollado el 1988 por Claris Corporation (una filial de Apple) en un esfuerzo conjunto con Craig S. Young de Computer Aided Systems for Engineering (CASE). Estaba basado en el MacDraw II y la aplicación de CAD de Young, EZ-Draft. La versión 1 fue lanzada el 1989 para ordenadores con Sistema 6 o posterior. Las versiones iniciales estaban llenas de errores, sobre todo con el controlador de plotter que llevaba incorporado.
El desarrollo fue parado en junio de 1991 con el lanzamiento de la versión 2.0.3. En la actualidad, el Claris CAD se puede ejecutar en los Macintosh antiguos utilizando el emulador "Classic" incluido por Apple en el Mac OS X 10.4.11 o más antiguos, o a las máquinas actuales utilizando el emulador "Classic" rodante bajo el SheepShaver de código abierto (probado hasta el Mac OS X 10.7).

## Características
Claris CAD utiliza un sistema de dibujo definido por Herramientas, Métodos, y Modificadores. Sus métodos Objeto-herramienta,  permiten formas diferentes de dibujar con herramientas, y los modificadores ayudan a colocar objetos.
Algunas funciones de herramienta notables incluyen: paredes, arcos, chaflanes, solomillos, curvas spline, perpendiculares, y tangentes. Dimensionant las herramientas pueden trazar punto-a-punto, cadenas, datos, ángulos, radios, diámetros, y dimensiones de centro de círculo.
Plantillas estándares de dibujo ANSI Y14.5, ISO, DIN, JIS, y BS-308 predefinidas, iban también incluidas con el software.
El paquete de software iba acompañado de un manual de referencia, un tutorial, y un tutorial en VHS.

## Limitaciones
Aunque Claris CAD es suficiente para crear planols de pisos y  orthographic proyecciones manuales, muchos usuarios requieren capacidad tridimensional. La mayoría de usuarios lo han abandonado porque no puede ser ejecutado en forma nativa en máquinas modernas. Aun así, antiguos usuarios del software con numerosos archivos en formato ClarisCAD y  necesidades de 3D limitadas, lo continúan utilizando ejecutando el emulador "Sheepshaver Clásico" en Macs actuales. Debido a augmentsde memoria de la velocidad de hardware actual, las prestaciones bajo la emulación es superior a operación nativa en máquinas más viejas, y la estabilidad no parece a haya sido comprometido.
Entre otras anomalías, la precisión limitada de las rutinas QuickDraw  no fueron suficientes por uso directo con aplicaciones altamente cuidadosas cómo son las máquinas control numérico por ordenador (CNC).
Algunas versiones del programa (incluyendo 2.0 v3) tiene un bug donde los usuarios son incapaces de salvar su trabajo, encontrando un error que declara que es requiere un espacio de disco adicional 1k. Esto es a causado por una limitación de salvar a medida grande,  discos formatted en HFS+. Se puede salvar a un disco flexible o a un disco RAM como workaround, o utilizar Orden "Salvar cómo..." , rebautizando el fichero en el proceso.

## Interoperabilidad
- Claris Graphics Translator  por Claris Corp. Convierte dibujos a formatos IGES  y AutoCAD DXF.
- Cadmover Por Kandu Software traduce dibujos muchos formatos, incluyendo IGES y formatos de DXF.
- PowerDraw Translator por Engineered Software convierte dibujos a formatos DXF y EPSF/Illustrator .
- Modelado tridimensional:
  - ModelShop Por Paracomp
  - MacConcept Por Klex Software
  - MacBRAVO! Por Schlumberger

## Sustituciones
- Arcad Por Arcad Systemhaus
- ArchiCAD Por Graphisoft (Nemetschek)
- Ashlar-Vellum Grafito (licencia híbrida Mac OS X PPC/Intel & Windows ), incluye importación de ficheros de Claris CAD .
- CADintosh Por Lemke software gmbh
- DesignWorkshop, por Artifice inc.
- Domus.Cad Por Interstudio
- DraftSight Por Dassault Systèmes
- MacDraft Por Microspot Ltd.
- PowerCADD Por Engineered Software
- RealCAD Por CAD  International
- VectorWorks (Anteriormente MiniCAD) por Nemetschek